# Guilinggao
Guīlínggāo, cunoscut și sub numele de jeleu de broască țestoasă (deși incorectă din punct de vedere tehnic), este un medicament chinezesc sub formă de jeleu, care este vândut și ca desert. În mod tradițional , acesta era preparat din pudră de plastron (carapacea de pe abdomen) a țestoasei Cuora trifasciata (cunoscută și sub numele de „țestoasa monedă de aur”, 金錢龜) și o multitudine de produse pe bază de plante, printre care Smilax glabra (土伏苓, Tu fu ling).
Deși țestoasa monedă de aur (Cuora trifasciata) este crescută industrial în China de astăzi, procurarea sa este extrem de scumpă. Prin urmare, chiar și atunci când ingredientele derivate din țestoasă sunt utilizate în scop comercial pentru guīlínggāo, de obicei provin de la alte specii de țestoasă, mai frecvent disponibile.
De obicei, guīlínggāo vândut ca desert nu conține pulbere de carapace de broască țestoasă. Se folosește totuși aceeași bază de plante ca pentru medicament și este comercializat ca fiind benefic pentru ten.

## Istoric

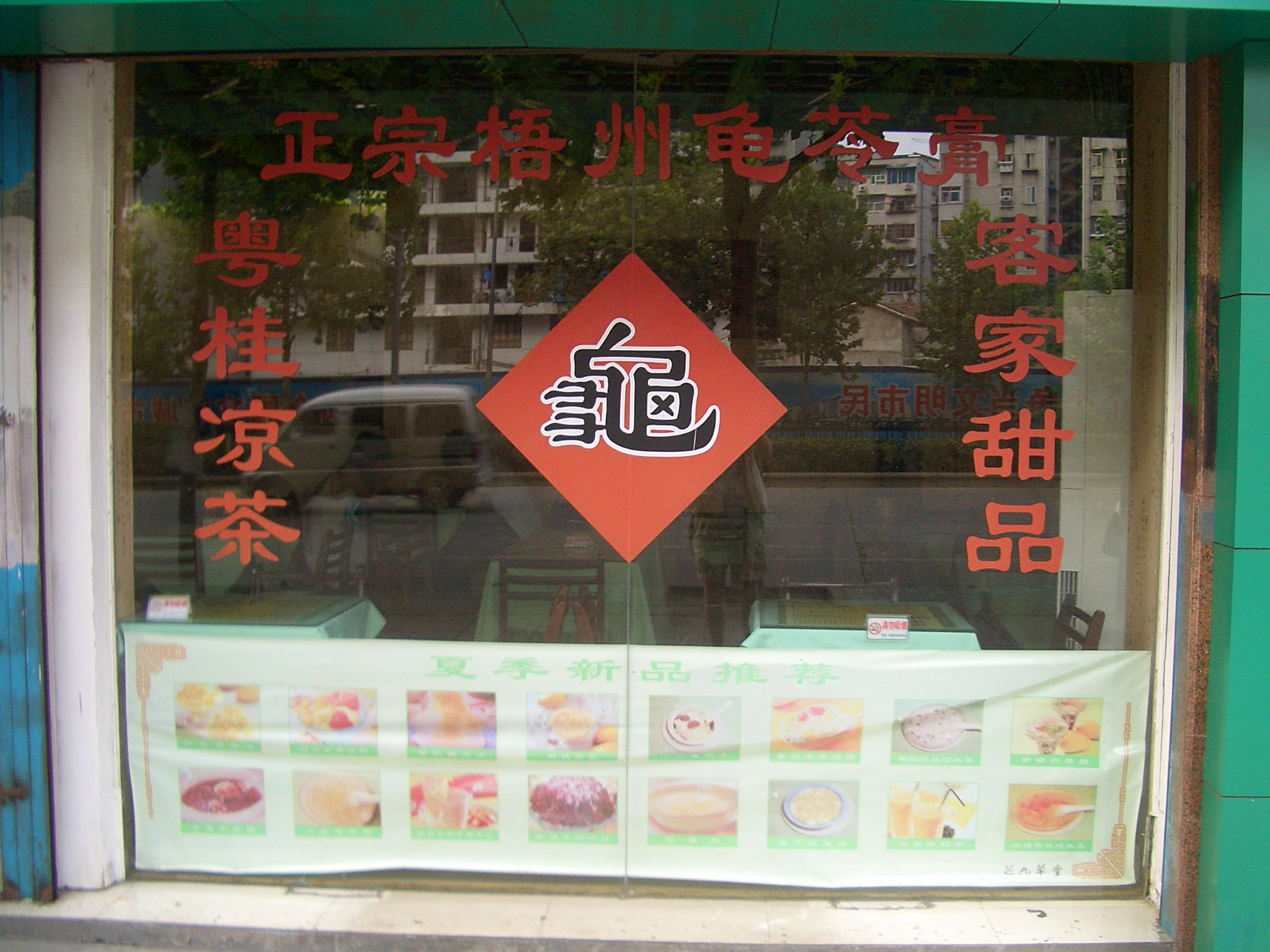
Un restaurant din Wuhan a cărui reclamă scrie „Guilinggao Autentic Wuzhou"

Conform legendei, Împăratul Tongzhi a fost aproape vindecat de variolă prin consumarea de guilinggao. Cu toate acestea, mama sa, Împărăteasa Văduvă Cixi, credea că boala poate fi vindecată prin venerarea unui idol. Ea a reușit să-l convingă pe împărat să renunțe la tratamentul cu guilinggao, iar la scurt timp după împăratul a murit.
Guilinggao este considerat a fi benefic pentru piele, ducând la un ten mai sănătos în urma consumului repetat. Printre alte efecte pozitive sunt îmbunătățirea circulației, creșterea masei musculare, ameliorarea mâncărimii, reducerea acneei și refacerea rinichilor.

## Varietate
Varianta obișnuită de guilinggao pare neagră. Cu toate acestea, culoarea reală este mai mult de un maro închis. În mod normal, nu este dulce, fiind în schimb ușor amar. Se poate adăuga un îndulcitor, precum mierea, pentru a face jeleul mai gustos.

## Disponibilitate
Conserve de jeleu guilinggao relativ ieftine, care includ și linguri de plastic pentru consum imediat, pot fi găsite în multe țări din estul și sud-estul Asiei, precum și în cartierele chinezești din Statele Unite ale Americii, Canada și Anglia. Există două variante, iar una dintre ele conține și pulbere de Lingzhi.

## Preparare
Tradițional, rețetele de guilinggao necesita fierberea carapacei de broască țestoasă timp de mai multe ore, prima dată singură, apoi cu o varietate de plante, astfel încât lichidul se evaporă treptat și se formează un jeleu. Apoi se adaugă făină de orez și amidon de porumb pentru a îngroșa preparatul.
Ingredientele tradiționale guilinggao sunt:
- 300g de plastron de broască țestoasă,
- 80g rădăcină rehmannia,
- 80g flori de caprifoi,
- 80g rizom de smilax,
- 80g Platostoma,
- 40g fructe abrus,
- 32g rizom de Atractylodes,
- 32g fructe de Forsythia,
- 20 g păpădie,
- 20g  coaja rădăcinii de dictamnus,
- 20g rădăcină de siler,
- 20g spini de schizonepeta,
- 20g flori de crizantemă,
- 20g lysimachia,
- 30 boluri de apă, fierte până la jumătate din volumul original.

375g de făină de orez și 80g de făină de porumb sunt folosite pentru a îngroșa preparatul.
Jeleul Guilinggao poate fi preparat acasă din concentrat de pulbere disponibil din comerț, în mod similar cu modul de preparare a jeleului obișnuit. Atunci când este pregătit, alte substanțe din plante, precum ginseng, se adaugă în jeleu pentru a oferi anumite gusturi și valori medicinale.